# Semjon Anikejevič Stroganov
Semjon Anikejevič Stroganov (rusky Семён Аникеевич Строганов, 1540? Solvyčegodsk – 22. října 1586 Solvyčegodsk) byl významný ruský průmyslník a obchodník, člen bohaté a vlivné rodiny Stroganovovů. Spolu se svými bratry pokračoval v kolonizaci Sibiře a financoval Jermakovo tažení proti Sibiřskému chanátu v roce 1581.

## Život

### Původ
Semjon byl synem významného obchodníka a průmyslníka Anikeje Fjodoroviče Stroganova (1488–1570) a Sofie Andrejevny Bakulevy (1509–1567). Měl dva starší bratry, Jakova a Grigorije. Narodil se v Solvyčegodsku, kam jeho otec přišel z Novgorodu, a vytvořil v něm své obchodní impérium postavené na výrobě soli, obchodu s anglickými obchodníky a domorodci.
V roce 1559 se zakladatel rodu Anikej spolu se svými staršími syny Jakovem a Grigorijem přestěhoval na nově získané pozemky v oblasti Velikého Permu. Semjon zůstal v rodném Solvyčegodsku, kde samostatně a úspěšně spravoval rodinné hospodářství, provozoval výrobu soli a spravoval přidělené země. Jeho otec se vrátil do Solvyčegodska v roce 1567, ale kvůli vysokému věku se do Semjonových záležitostí nevměšoval a krátce na to vstoupil jako mnich do kláštera a brzy po krátké nemoci zemřel.

### Spor s bratry
Po smrti otce, v roce 1570, vznikl mezi Semjonem a jeho bratry, Jakovem a Grigorijem, spor, jehož důvody se nedochovaly. Konflikt eskaloval postupně a v roce 1573 se dostal až k carskému soudu. Na základě rozhodnutí cara Ivana IV. Hrozného byl 29. června 1573 Semjon shledán vinným z krádeže a potrestán. Byl vydán do rukou svých bratrů spolu s celým svým majetkem s všemi poddanými lidmi, kteří spadali pod jeho správu.
Existují ale i další o výsledku soudního sporu. Podle některých pramenů byl Semjon soudem zbaven veškerých práv na solvyčegodské majetky. Podle jiných se po rozsudku usmířil s bratry, kterým postačilo, že soud dal za pravdu jim, a Semjon tak mohl dále pokračovat ve správě svého původního majetku.

### Dědictví a rozdělení majetku
Oba jeho bratři zemřeli v roce 1577 a Semjon se jako nejstarší z rodu účastnil rozdělení rodinného majetku. Získal území na levém břehu řek Čusovaja a Sylva, zatímco jeho synovec Maksim Jakovlevič Stroganov obdržel majetky na pravém břehu Čusovaji. V prosinci téhož roku si Semjon rozdělil majetky se svými synovci, Maksimem Jakovlevičem a Nikitou Grigorjevičem, v Moskvě, v Kaluze, Pereslavi-Zalešském a Vologdě.
V roce 1579 podle sčítání pozemků pod vedením písaře Jachtonova vlastnil Semjon společně se svým synovcem Maksimem tři osady, několik opevněných tvrzí, osm vesnic, 24 usedlostí, jeden mlýn a obhospodařovali rozsáhlé zemědělské pozemky a lesy.

### Jermakovo tažení
V roce 1581 požádal Semjon spolu se svým synovcem Maksimem cara o vojenskou ochranu proti útokům Vogulů. V prosinci téhož roku dovolila carská vláda Stroganovovům shromáždit své vlastní vojáky a provést válečnou kampaň proti domorodcům. Semjon spolu se svými synovci povolal atamana Jermaka s kozáckým oddílem od Volhy a zorganizoval tažení proti Sibiřskému chanátu. Semjon se tak stal jedním z hlavních sponzorů ruského dobytí Sibiře. 
Informace o Semjonově přípravě Jermakovy výpravy jsou rozporuplné. V carově výnosu z 16. listopadu 1583 jsou zmínění pouze Semjonovi synovci Maksim a Nikita. V Stroganovské kronice je ale zase Semjon uváděn jako jediný podporovatel Jermaka. Je jisté, že Semjon na Jermakovu výpravu přispěl třemi děly. Po úspěšném Jermakově tažení udělil car Semjonovi nové pozemky na nově dobytém území.

### Smrt
Dne 22. října 1586 byl Semjon zabit měšťany v Solvyčegodsku. Pohřben byl v katedrále Zvěstování Panny Marie v Solvyčegodsku.

## Rodina a děti
Semjon byl dvakrát ženatý. Jeho první manželka se jmenovala Stefanida († 1571), její příjmení ani původ není znám. První manželství zůstalo bezdětné.
Kolem roku 1576 se Semjon oženil s Jevdokijí Něsterovnou Lačinovou (1561–1638), sestrou prvního gubernátora v Solikamsku. Z toho manželství měl Semjon osm dětí:
- Semjon starší (asi 1577 – zemřel v dětství)
- Semjon mladší (asi 1578 – zemřel v dětství)
- Ivan (asi 1579 - zemřel v dětství)
- Irina (asi 1580 - zemřela v dětství)
- Andrej Semjonovič (1581–1649)
- Pjotr Semjonovič (1583–1639)
- Marfa (asi 1584–1665), manželka bojara Vasilije Fjodoroviče Janova
- Eufemie (asi 1586–1587)